# Neurocordulia michaeli
Neurocordulia michaeli – gatunek ważki z rodziny szklarkowatych (Corduliidae). Występuje na terenie Ameryki Północnej; stwierdzony w południowo-wschodniej Kanadzie (w prowincjach Ontario, Quebec, Nowy Brunszwik i Nowa Szkocja) i północno-wschodnich USA (w stanach Maine i Nowy Jork). Opisał go Paul-Michael Brunelle w 2000 roku.